# Karl Theodor Beck
Karl Theodor Beck (auch: Bek, * 4. November 1767 in Lustenau in Schwaben; † 17. Februar 1830 in Aichach) war bayrischer Jurist und Dichter.
Sein Vater war der Obervogt von Lustenau, später wurde dieser fürstlich öttingen-spielbergischer Hofrat sowie Oberamtmann von Oettingen in Bayern, später von Dürrwangen. Der fürstlich Oettingische Regierungspräsident Johann Baptist von Ruoesch (1744–1832) war sein Schwager. 
Beck besuchte die Schulen in Dürrwangen, Neuburg an der Donau, dann in Augsburg und studierte danach an der Universität Würzburg.
Er wurde 1790 Pfleger des Malteser-Großpriorats Ebersberg bei München (Auflösung 1808), wo er auch Johann Michael Sailer traf. Danach kam er als Landrichter nach Tirol, wo er während der Napoleonischen Kriege von 1809 bis 1815 blieb. Er trug dort viel zur Beruhigung der Lage bei (Tiroler Volksaufstand von 1809). Dafür wurde er vom damaligen bayrischen Kronprinzen Ludwig besonders ausgezeichnet. Anschließend wurde er Landrichter in Neuburg und Aichach, wo er 1830 starb.
Er war verheiratet und hatte mehrere Kinder. Der Schriftsteller Friedrich Beck (1806–1888) war sein Sohn.

## Werke
Er veröffentlichte zahlreiche juristische, historische nationalökonomische Schriften sowie viele Lieder und Gedichte. Sein bekanntestes Werk war Ernst, Gefühl und Laune, welches er bereits 1784 veröffentlichte.
Zu seinen Werken zählen:
- 1783, Die Liebe kleine Familie von Engelheim
- 1784, Ernst, Gefühl und Laune Digitalisat
- 1786, Lieder aus Veranlassung der Armenanstalten in Würzburg
- 1789, St. Gallen. Gedichte von Carl Theodor Beck. Nebs zuvo Melodien,[2]
- 1790, Cornelimus a Genis arides, Unterhaltungen für die empfindsame Welt, Digitalisat
- 1803, Nachtrag zur Druckschrift: der öffentliche Ankläger, Digitalisat
- 1807, Beyträge zur Philosophie der Geschichte und des Rechtes der Polizey in Deutschland und vorzüglich in Baiern, Digitalisat